# Kevin Daniels
Kevin Daniels, född 9 december 1976 i San Diego, är en amerikansk skådespelare.
Daniels har bland annat medverkat i filmen Not Another Church Movie. Han har även medverkat i TV-serien Why Women Kill.

## Filmografi (i urval)
- 2019 – Why Women Kill (TV-serie)
- 2024 – Not Another Church Movie